# Orthometopon phaleronense
Orthometopon phaleronense är en kräftdjursart som först beskrevs av Karl Wilhelm Verhoeff1901.  Orthometopon phaleronense ingår i släktet Orthometopon och familjen Trachelipodidae. Inga underarter finns listade i Catalogue of Life.